# Konståret 1887

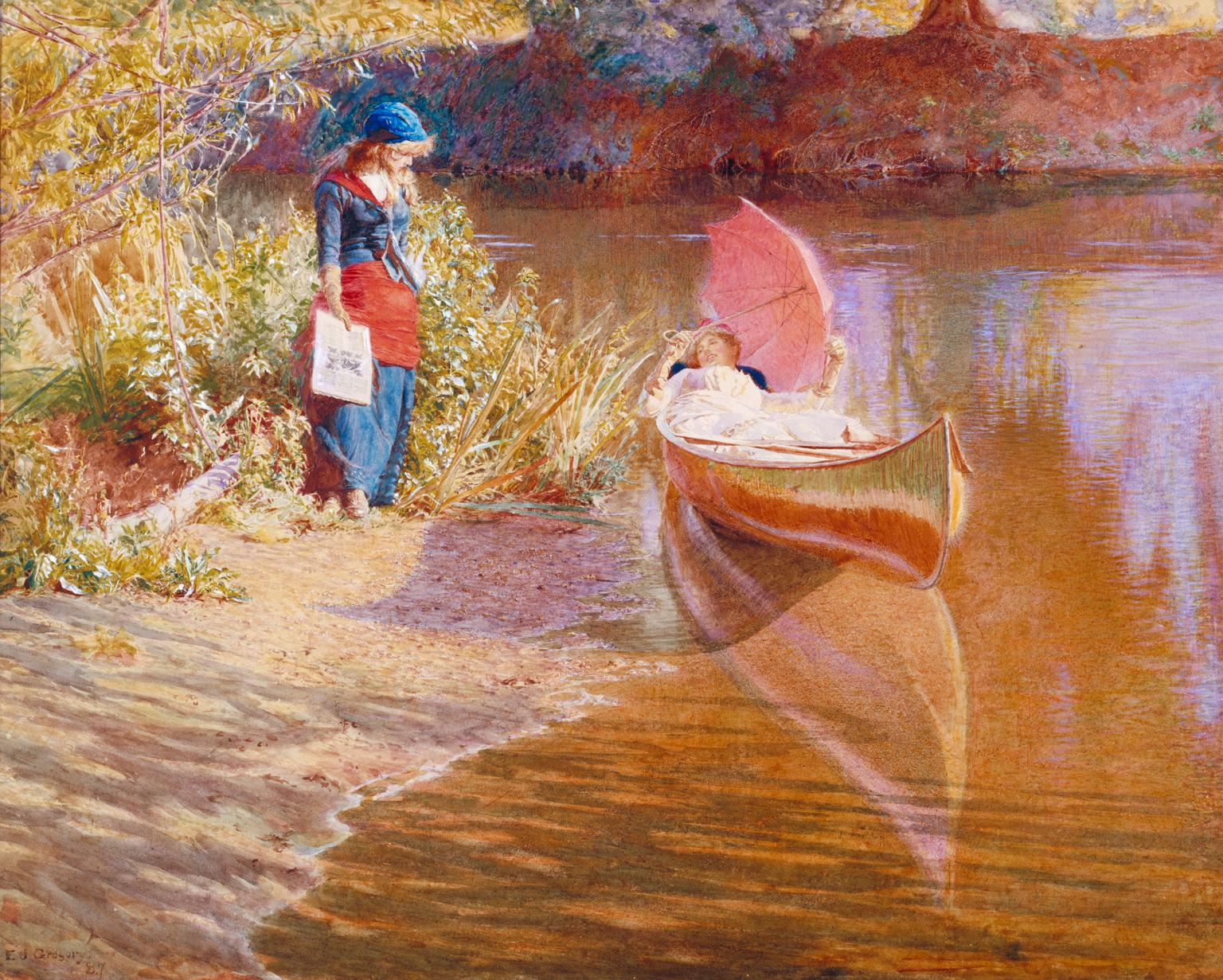
Edward John Gregory färdigställer sin målning Marooning år 1887.

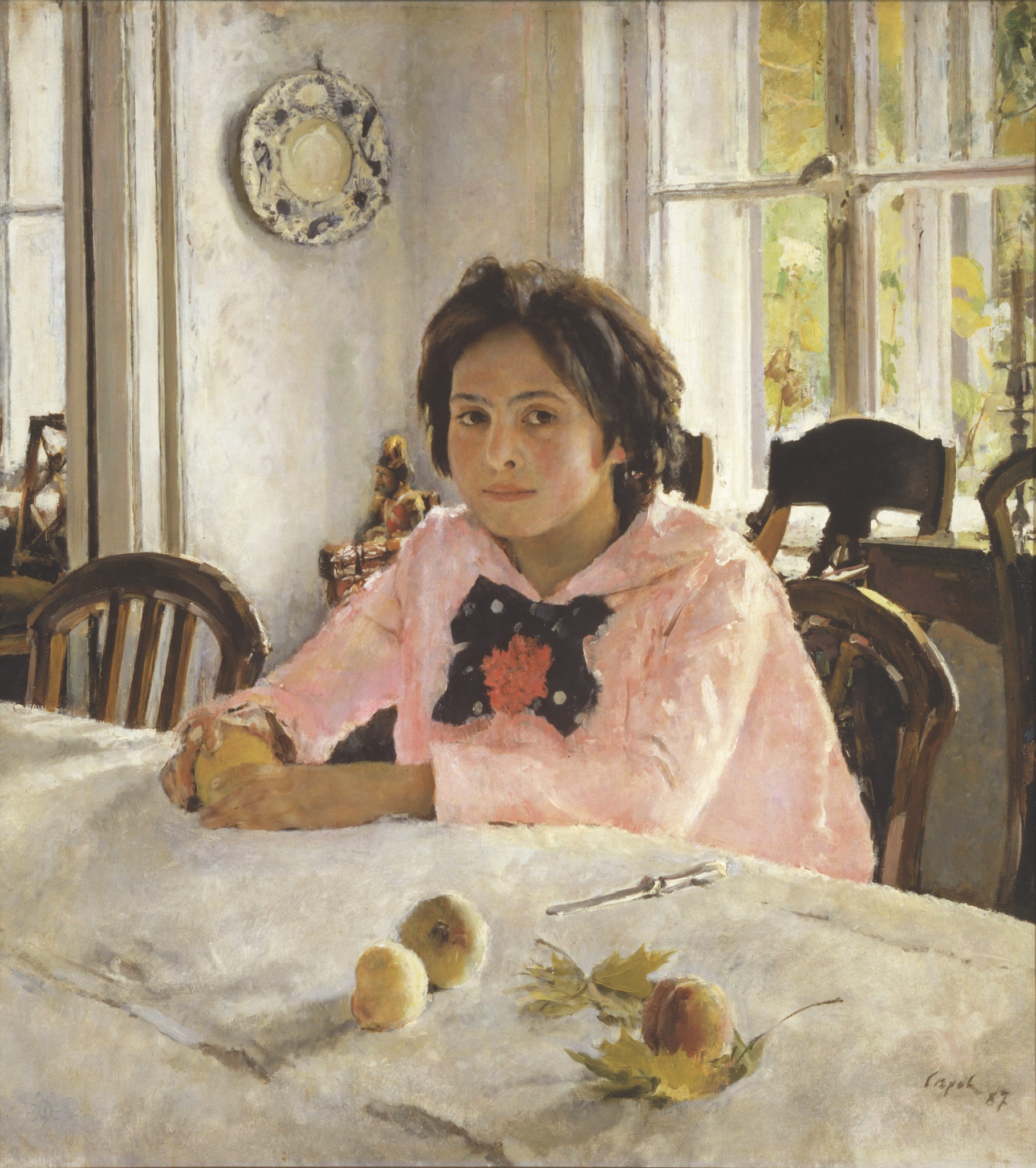
Flickan med persikor av Valentin Serov.

## Händelser

### Okänt datum
- Georg Pauli och Hanna Hirsch gifter sig.
- Brooklyn Museum invigs.
- Walter Crane illustrerar "The Architecture of Art" (vilket inkluderades i hans Claims of Decorative Art, vilken trycktes senare).
- Charles Lang Freers första inköp av asiatisk konst är en målad japansk solfjäder.
- Föreningen för grafisk konst konst bildas
- Nya konstnärsgillet bildades med Konstnärsgillet som förebild.
- Oljeföretagaren Charles Pratt grundar Pratt Institute.

## Verk
- Thomas Shields Clarke - A Fool's Fool.
- Jean-Léon Gérôme - Omphale.
- Edward John Gregory - Marooning.
- Valentin Serov - Flickan mer persikor.

## Födda
- 3 januari – August Macke (död 1914), tysk målare.
- 5 februari – Albert Paris Gütersloh (död 1973), österrikisk målare.
- 18 februari – Harriet Löwenhjelm (död 1918), svensk konstnär och lyriker.
- 16 mars – Valentine Hugo (död 1968), fransk konstnär.
- 23 mars – Juan Gris (död 1927), spansk målare, skulptör och tecknare.
- 25 mars – Josef Čapek (död 1945), tjeckisk målare.
- 19 april – Einar Bager (död 1990), svensk konstnär.
- 25 april – Gösta Sandels (död 1919), svensk målare.
- 12 maj – Leo Michelson (död 1978), lettisk-amerikansk målare och skulptör.
- 14 maj – Märta Afzelius (död 1961), svensk textilkonstnär och målare.
- 21 maj – Barker Fairley (död 1986), kanadensisk målare.
- 23 maj – Jacob Steinhardt (död 1968), tysk målare och träsniderikonstnär.
- 24 maj – Per Fredriks (död 1947), svensk konstnär.
- 30 maj – Alexander Archipenko (död 1964), ukrainsk skulptör.
- 20 juni – Kurt Schwitters (död 1948), tysk målare, grafiker och skulptör.
- 21 juni – Olga Raphael-Linden (död 1967), svensk konstnär.
- 7 juli – Marc Chagall (död 1985), vitrysk konstnär.
- 9 juli – Sigge Jernmark (död 1982), svensk konstnär och tecknare.
- 14 juli – Henning Ohlsson (död 1960), svensk skådespelare, konstnär, skulptör och skald.
- 28 juli – Marcel Duchamp (död 1968), fransk konstnär och skulptör.
- 30 juli – Gunnar Cederschiöld (död 1949), svensk konstnär och författare.
- 8 augusti – Bertil Lybeck (död 1945), svensk målare, tecknare och bokillustratör.
- 6 oktober – Charles-Édouard Jeanneret (död 1965), fransk-schweizisk arkitekt och konstnär.
- 9 oktober – Manuel Ortiz de Zárate (död 1946), chileansk målare.
- 18 oktober – Ivan Hoflund (död 1948), svensk konstnär.
- 23 oktober – Simon Rrota (död 1959), albansk målare och fotograf.
- 1 november – L. S. Lowry (död 1976), engelsk konstnär.
- 11 november – Carl Widlund (död 1968), svensk textilkonstnär.
- 15 november – Georgia O'Keeffe (död 1986), amerikansk målare.
- 23 december – Yngve Berg (död 1963), svensk konstnär och bokillustratör.
- 28 december – Pär Siegård (död 1961), svensk konstnär.

## Avlidna
- 14 januari - Anders Oscar Gottman (född 1838), svensk målare och tecknare.
- 5 april - Ivan Kramskoj (född 1837), rysk konstnär.
- 1 juni - Heinrich Neuhaus (född 1833), tysk-svensk litograf.
- 4 juni - Albert-Ernest Carrier-Belleuse (född 1824), fransk skulptör och målare.
- 17 juni - Hugo Birger (född 1854), svensk konstnär.
- 17 juli - Nicaise de Keyser (född 1813), belgisk målare.
- 19 augusti - Alvan Clark (född 1804), amerikansk porträttmålare och gravör.
- 20 november - Louis Gallait (född 1810), belgisk målare.
- 18 december - Philipp Veit (född 1793), tysk målare.